# Kathleen Turner
Mary Kathleen Turner (Springfield, Missouri, 19 de junho de 1954) é uma atriz, dubladora, escritora e ativista americana.
Ficou mundialmente conhecida a partir da década de 80, atuando em uma série de filmes que a transformaram em símbolo sexual, até ser diagnosticada com artrite reumatóide, doença que afetou drasticamente sua carreira e vida pessoal. Ela recebeu vários prêmios, incluindo dois Globos de Ouro, além de indicações para um Oscar, um Grammy e dois Tony Awards.
Turner destacou-se por seus papéis no cinema em Body Heat (1981), The Man with Two Brains (1983), Crimes of Passion (1984), Romancing the Stone (1984) e Prizzi's Honor (1985) - os dois últimos lhe renderam um Globo de Ouro de melhor atriz em comédia ou musical -, Peggy Sue Got Married (1986) -pelo qual foi indicada ao Oscar de Melhor Atriz -, The Accidental Tourist (1988), The War of the Roses (1989), Undercover Blues (1993), Serial Mom (1994), The Virgin Suicides  (1999) e Baby Geniuses (1999).
A descoberta da doença na década de 90 afetou profundamente a vida de Turner, que sentia fortes dores e, devido ao tratamento, também mudou radicalmente sua aparência, o que a fez receber cada vez menos papéis em Hollywood e fez sua carreira entrar em declínio, tornando-a uma viciada em álcool. Posteriormente, Turner conseguiu recuperar-se após a 
remissão da doença e se reestabelecer na mídia, tendo participado do seriado Friends como o pai transgênero do personagem Chandler Bing e co-escrevendo seu livro de memórias lançado em 2008, além de voltar a atuar em papéis no cinema, como uma participação em Marley & Me (2008) e co-estrelando Dumb and Dumber To (2014).
Turner também ficou conhecida pelos diversos trabalhos que realizou como dubladora, emprestando sua bela voz rouca para a sensual Jessica Rabbit em Who Framed Roger Rabbit (1988) e a sombria Constance em Monster House (2006), além de participações em séries como The Simpsons, Family Guy, King of the Hill e Rick and Morty.
Além do cinema, ela também trabalhou no teatro e foi indicada duaa vezes ao Tony Award por seus papéis na Broadway como Maggie em Gata em Teto de Zinco Quente e como Martha em Quem Tem Medo de Virginia Woolf?. Turner também deu aulas de atuação na Universidade de Nova York.

## Biografia
Turner nasceu em 19 de junho de 1954, em Springfield, Missouri, filha de Patsy Magee (1923–2015) e Allen Richard Turner, um oficial do serviço Relações internacionais dos Estados Unidos que cresceu na China (onde o avô de Kathleen havia sido missionário metodista). Ela também tem uma irmã, Susan, e mais dois irmãos.
Turner foi criada em uma casa cristã conservadora, e seu interesse em se apresentar foi desencorajado por seus pais: "Meu pai era um missionário", explicou ela mais tarde, "então para ele, o teatro e a atuação eram apenas uma forma de ser tornar prostituta. Então, quando eu estava me apresentando na escola, ele ia com a minha mãe, mas ficava esperando no carro. Ela aparecia para ele nos intervalos e dizia: "Ela está indo muito bem!".
Devido ao emprego de seu pai, Turner cresceu no exterior e se formou na The American School em Londres em 1972. Seu pai morreu de trombose coronariana naquele mesmo ano, e ela então voltou com a família para os Estados Unidos. Aos 19 anos, Turner começou a trabalhar como voluntária  em um escritório local da Planned Parenthood.
Ela freqüentou a Missouri State University em Springfield por dois anos, depois estudou teatro na Universidade de Maryland, no Condado de Baltimore, onde recebeu um diploma de bacharel em Belas Artes, no ano de 1977.
Durante esse período, Turner atuou em diversas produções dirigidas pelo diretor de cinema e teatro Steve Yaeger.

## Carreira
Kathleen Turner chegou à fama na década de 1980, depois de papéis em filmes como Body Heat, Romancing the Stone, A Honra do Poderoso Prizzi (ambos dos quais ganhou lhe rendeu um Globo de Ouro de Melhor Atriz em comédia ou musical), O Turista Acidental, Who Framed Roger Rabbit, A Guerra dos Roses, Serial Mom e Peggy Sue Got Married, para a qual ela foi nomeada para o Oscar de Melhor Atriz . Ela também já participou da série de comédia Friends, interpretando Charles Bing, o pai transformista do personagem do personagem Chandler Bing. Ela também participou  da terceira temporada da Showtime 's Californication como a cansada Sue Collini, a proprietário ninfomaníaca de uma empresa de relações públicas. Turner também trabalha ativamente no teatro, e foi indicado para o Tony Award duas vezes por seus papéis como Maggie em Gata em Teto de Zinco Quente e como Martha em Quem Tem Medo de Virginia Woolf?.
Por onde passa, Kathleen Turner fala sobre o papel controverso vivido na sétima temporada de Friends. Em entrevista ao jornal londrino The Guardian, publicada em 9 de janeiro de 2023, ela trouxe uma perspectiva importante a um dos debates acerca da sitcom que não cessa, sobre a escalação de uma mulher cisgênero para interpretar o “pai” trans de Chandler Bing. “Nunca foi considerado escolher uma pessoa trans ou uma drag queen para viver a personagem”, revelou a atriz. “E nunca passou pela minha cabeça que eu estava tomando o lugar de alguém”. Ao ser questionada sobre se aceitaria o mesmo papel agora, ela respondeu: “Provavelmente não. Mas certamente não me arrependo de tê-lo feito. Foi um desafio.”

## Vida pessoal

### Relacionamentos
Turner se casou com o empreendedor imobiliário Jay Weiss, da cidade de Nova York, em 1984, e tiveram uma filha, a cantora Rachel Ann Weiss, que nasceu em 14 de outubro de 1987. Turner cresceu em uma família metodista, mas ela afirmou que "adquiriu certa quantidade de tradição e identidade judaica" desde que se casou com o marido judeu e criou a filha no judaísmo. Turner e Weiss divorciaram-se em 2007.

### Doença e declínio na carreira
Durante as gravações do filme Serial Mom em 1992, Turner começou a sentir fortes dores e febres recorrentes. Ela foi diagnosticada com artrite reumatóide, o que abalou profundamente a sua vida, fazendo sua carreira entrar em declínio. Devido ao excesso de medicamentos necessários para o tratamento, ela acabou ganhando peso. Quando foi diagnosticada, ela "mal conseguia virar a cabeça ou andar e foi informada de que acabaria em uma cadeira de rodas". 
"As articulações das minhas mãos estavam tão inchadas que eu não conseguia segurar uma caneta. A imprensa foi impiedosa. Eles disseram que eu tinha engordado e havia ficado irreconhecível, quando na verdade as mudanças em minha aparência física foram causadas pelos remédios e quimioterapia. Ainda assim, não revelei o que estava acontecendo comigo.
À medida que sua artrite reumatóide progredia, o vício em álcool tornou-se um problema. "Bebi conscientemente no começo para matar a dor... Mais tarde, depois que recebi os novos remédios e a dor começou a diminuir, continuei bebendo demais... Não prejudicou meu trabalho, mas prejudicou-me a mim pessoalmente".
Após oito anos de tratamento, a doença foi controlada e entrou em remissão, o que fez Turner se recuperar e retomar sua carreira, que nunca mais foi a mesma.

## Ativismo

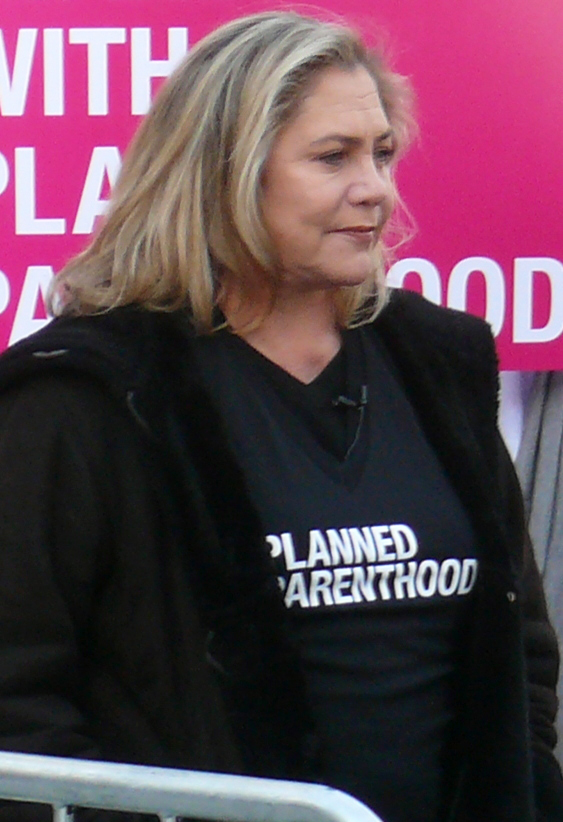
Turner em uma manifestação do Planned Parenthood na cidade de Nova Iorque, em 2011

Kathleen Turner trabalha para a Planned Parenthood, desde os 19 anos, e mais tarde tornou-se presidente da organização. Ela também faz parte do conselho da People for the American Way e é voluntária da Anistia Internacional e da Citymeals-on-Wheels. Ela foi uma das primeiras celebridades a ajudar na campamha de John Kerry e fez doações frequentes para o Partido Democrata. Ela também lutou muito para o aumento da conscientização sobre a artrite reumatóide, doença que a afetou durante muitos anos.

## Filmografia
- 1977 - Os Médicos …Nola Dancy Aldrich
- 1981 - Body Heat …Matty Walker
- 1983 - The Man with Two Brains …Dolores Benedict
- 1984 - Romancing the Stone …Joan Wilder
- 1984 - A Breed Apart …Stella Clayton
- 1984 - Crimes of Passion …Joanna Crane / China Blue
- 1985 - The Jewel of the Nile …Joan Wilder
- 1985 - A Honra do Poderoso Prizzi … Irene Walker
- 1986 - Peggy Sue Got Married …Peggy Sue Bodell
- 1987 - Julia and Julia …Julia
- 1988 - O Turista Acidental …Sarah Leary
- 1989 - The War of the Roses …Barbara Rose
- 1991 - V.I. Warshawski …Victoria 'VI' Warshawski
- 1993 - Nua em Nova York …Dana Coles
- 1993 - Undercover Blues ...Jane Blue
- 1994 - Serial Mom …Beverly R. Sutphin
- 1994 - Os Simpsons …Stacy Lavelle (Voz 1 episódio)
- 1995 - O Jogo da verdadeAlbert Trager
- 1997 - A Simple Wish …Claudia
- 1998 - Justiça Corrupta …Brenda Whitlass
- 1999 - As Virgens Suicidas …Sra. Lisboa
- 2000 - O Príncipe do Central Park … Rebeca Cairn
- 2000 - Cinderela …Claudette
- 2001 - Friends …Charles Bing / Helena Handbasket (3 episódios)
- 2006 - Law & Order …Rebecca Shane (1 episódio)
- 2006 - Monster House - Casa/Constance (Voz)
- 2008 - Marley & Eu …Ms. Kornblut
- 2009 - Californication …Sue Collini (10 episódios)
- 2011 - The Perfect Family …Eileen Cleary
- 2013 - Nurse ...Head Nurse
- 2014 - Dumb and Dumber To ...Fraida Felcher
- 2017 - Someone Welse's Wedding ...Barbara Hanes